# Pycnogonum moniliferum
Pycnogonum moniliferum is een zeespin uit de familie Pycnogonidae. De soort behoort tot het geslacht Pycnogonum. Pycnogonum moniliferum werd in 1991 voor het eerst wetenschappelijk beschreven door Stock. 